# Parvisquilla sinuosa
Parvisquilla sinuosa är en kräftdjursart som först beskrevs av John R. Edmondson 1921.  Parvisquilla sinuosa ingår i släktet Parvisquilla och familjen Squillidae. Inga underarter finns listade i Catalogue of Life.